# マクシム・ソコロフ
マクシム・ユリエヴィチ・ソコロフ（ロシア語: Максим Юрьевич Соколов、ラテン文字転写の例：Maksim Yur'yevich Sokolov, 1968年9月29日 - ）は、ロシアの経済学者、政治家。2012年から2018年にかけて、ドミートリー・メドヴェージェフ内閣のロシア連邦運輸大臣（交通大臣）を務めた。

## 経歴・人物
1991年サンクトペテルブルク大学経済学部を卒業する。1991年から1993年まで母校で経済史とマクロ経済学の講座を担当した。1997年からは、サンクトペテルブルク大学経済学部同窓会役員も務めている。
1992年から1999年まで、公開株式会社ロッシ総支配人（代表取締役社長）。1999年から2004年まで、サンクトペテルブルクの有力ビジネスマン、ヴァシーリー・ソプロマゼが会長を務める「Корпорация С」の総支配人。
2011年国家及び都市経営大学院研究科「官民パートナーシップ」コース教授、議長。
政治的な経歴は、2004年サンクトペテルブルク市役所（行政府）入りしたことから始まる。市投資戦略計画委員会議長を経て、2009年サンクトペテルブルク経済開発・産業政策・貿易委員会議長。2009年12月4日、ロシア連邦政府で産業・インフラ局長。
2012年5月21日、ドミートリー・メドヴェージェフ内閣でロシア連邦運輸大臣に任命された。運輸大臣としてはモスクワ、カザン間の鉄道幹線の高速化について言及した。 
また、ロシア運輸省はサハリン（樺太）と北海道の間に横断路を建設する構想について、ソコロフが協議のため来日すると発表した。 
私生活では夫人との間に三子がいる。